# Боднар Ярослав Ярославович
Ярослав Ярославович Боднар (нар. 9 листопада 1945, с. Торгів, Львівської області, Україна) — український вчений у галузі медицини, доктор медичних наук (1992), професор (1994), завідувач кафедри патологічної анатомії з секційним курсом та судової медицини Тернопільського національного медичного університету імені І. Я. Горбачевського.

## Життєпис
Ярослав Ярославович Боднар закінчив у 1970 році Тернопільський медичний інститут за спеціальністю «лікувальна справа», отримав диплом лікаря—лікувальника і був скерований на наукову роботу.
З 1970 року Я. Я. Боднар працює у Тернопільському медичному інституті на кафедрі патологічної анатомії з секційним курсом та судової медицини: аспірант (1970—1972), асистент (1972—1993), доцент (1993—1994), професор (з 1994).
1993—1998 — проректор з навчальної роботи ТНМУ.
З 1994 року Я. Я. Боднар очолює кафедру патологічної анатомії з секційним курсом та судової медицини ТНМУ.[джерело?]
Член Асоціації патологів України.
Член спеціалізованої вченої ради Д 58.601.01 у Тернопільському національному медичному університеті імені І. Я. Горбачевського.
2000—2015 — член спеціалізованої вченої ради Д 35.600.03 у Львівському національному медичному університеті імені Данила Галицького.

## Сім'я
Дружина Людмила Петрівна — кандидат медичних наук, доцент кафедри внутрішньої медицини № 3, дочка Роксолана — кандидат медичних наук, доцент кафедри внутрішньої медицини № 2 факультету іноземних студентів, заступник декана факультету іноземних студентів, син Петро — кандидат медичних наук доцент кафедри хірургії № 1 з урологією та малоінвазивною хірургією імені проф. Л. Я. Ковальчука ТНМУ.

## Наукова діяльність
У 1974 році захистив кандидатську дисертацію на тему «Патологічна анатомія та деякі питання патогенезу хронічних неспецифічних бронхопневмоній» у спеціалізованій вченій раді Донецького медичного інституту ім. М. Горького (науковий керівник — професор О. Т. Хазанов).
У 1992 році у спеціалізованій вченій раді Інституту морфології НАМН РФ захистив дисертацію на здобуття наукового ступеня доктора медичних наук на тему «Особливості морфологічних проявів ураження серця при порушенні водно—електролітного обміну організму» (науковий консультант — академік НАН РФ і НАМН РФ М. К. Пермяков).
Я. Я. Боднар підготував 14 кандидатів і 1 доктора медичних наук[джерело?].
Наукові інтереси: патологічна анатомія вторинних міокардіопатій.

## Доробок
Ярослав Ярославович Боднар автор і співавтор понад 400 наукових праць, у тому числі 4 підручників, 5 навчально—методичних посібників, 2 монографій, 16 патентів на винахід та фундаментального атласу «Патоморфологія і гістологія».
Співавтор книги «Тернопільський державний медичний університет ім. І. Я. Горбачевського: історія і сучасність, 1957—2007» (2007).

### Окремі праці
1. Боднар Я. Я., Файфура В. В. Патологічна анатомія і патологічна фізіологія людини: Підручник. –Тернопіль: Укрмедкнига, 2000. — 494 с.
2. Шпитальна хірургія /За ред. Ковальчука Л. Я., Спіженка Ю. П., Саєнка В. Ф. та ін. Колектив авторів (у тому числі дані патоморфології Боднара Я. Я.) — Тернопіль: Укрмедкнига, 1999. — 590 с.
3. Клінічна хірургія /За ред. Ковальчука Л. Я. та ін. Колектив авторів (у тому числі Дані патоморфології Боднара Я. Я.) / Підручник для студентів медичних вузів у 2 т. Тернопіль, Укрмедкнига 2000. Т. 1, 536 с.
4. Клінічна хірургія /За ред. Ковальчука Л. Я. та ін. Колектив авторів (у тому числі Дані патоморфології Боднара Я. Я.) / Підручник для студентів медичних вузів у 2 т. Тернопіль, Укрмедкнига 2000. Т. 2. 504 с.
5. Невідкладні стани: Підручник. Вид. четверте, доп. та пер. / за редакцією М. С. Регеди, В. Й. Кресюна . Колектив авторів 33 у тому числі Боднар Я. Я. — Львів: «Магнолія 2006», 2008. — 844 с.
6. Боднар Я. Я., Романюк А. М., Кузів О. Є. Практикум з біопсійно-секційного курсу. Посібник — Тернопіль: Укрмедкнига, 2002. — 188 С.
7. Боднар Я. Я., Кузів О. Є., Романюк А. М. Патологічна анатомія. Посібник. — Тернопіль: Укрмедкнига. 2003. — 264 с.
8. Боднар Я. Я., Романюк А. М. Патоморфологія. Посібник. — Тернопіль: Укрмедкнига. 2009. — 495с. (40,3 ум друк арк..).
9. Ja Bodnar, A. Romanuk, R. Bodnar, K. Romanuk, W.Voloshin «Short course of pathomorphology».
10. Патоморфологія та гістологія: атлас / за ред. Д. Д. Зербіна, М. М. Багрія, Я. Я. Боднара, В. А. Діброви. — Вінниця: Нова книга, 2016.- 800 с.
11. Клінічна патогістологія: навч. посіб. /[Я. Я. Боднар, Т. В. Дацко. В. Д. Волошин] за ред. Я. Я. Боднара, Т. В. Дацко. В. Д. Волошина — Тернопіль: ТДМУ. «Укрмедкнига», 280 с.
12. Bodnar Ya. Short course of pathomorphology: textbook / Ya. Bodnar, R. Bodnar, V. Volochyn, A. Romanuk. — Ternopil: TSMU, 2018. — 526 p.
13. Essentials of pathology: textbook / Ya. Bodnar, A. Romanyuk, V. Voloshyn, V. Gargin — Kharkiv, «Planeta-Print» Ltd, 2020, 219 p.
14. Проблеми остеопорозу / За ред. Ковальчука Л. Я. Колектив авторів (у тому числі Боднар Я. Я.) Тернопіль: Укрмедкнига, 2003, 446 с.
15. Тернопільський державний медичний університет імені І. Я. Горбачевського: історія і сучасність./ за редакцією В. В. Файфури., Я. Я. Боднара, А. Х. Завальнюка. Тернопіль. ТДМУ, 2007. 320 с.

## Нагороди
- Почесна грамота Верховної Ради України (2007)[4].
- Почесні Грамоти Міністерства охорони здоров'я України (1970, 1994, 2002)[4].
- Орден князя К. Острозького (2010)[4].
- Ювілейна медаль «60 років УПА»[4].
- Лауреат Всеукраїнської премії ім. С. Подолинського в галузі медицини (2006)[4].
- Грамота Тернопільської обласної державної адміністрації (2017)[13].
- Вища відзнака Асоціації патологів України — медаль Г. М. Мінха (2021)[14].
- Відзнака «За заслуги в розвитку освіти, науки та економіки» Академії соціального управління та Фонду реєстрації неординарних ідей й проектів (2021)
- Призначення стипендії Кабінету Міністрів України за видатні заслуги у сфері вищої освіти (2021)[15]